# Störkörper
Als Störkörper wird in der Geophysik und Potentialtheorie ein Körper bezeichnet, der Unregelmäßigkeiten im Schwerefeld oder Magnetfeld der Erde verursacht.
Störkörper heben sich von ihrer Umgebung durch zumindest einen deutlich verschiedenen Gesteinsparameter ab, insbesondere:
- die Gesteinsart oder die Mineralisierung,
- die Gesteinsdichte,
- die Porosität oder den Wassergehalt,
- die Magnetisierung.

Sie können von rein wissenschaftlichem Interesse sein (wie z. B. der Ivrea-Körper für die Geoidbestimmung in der Schweiz) oder wirtschaftliche Bedeutung als Lagerstätte haben – z. B. Erze, spezielle Gesteine wie Kaolin oder Serpentin, Erdöl-höffige Schichten oder Bau- und Massenrohstoffe.

## Normalfeld, Anomalie und Störpotential
Der Unterschied zum Umgebungsgestein kann durch genaue Messungen in einem Kraftfeld auf relativ große Distanzen festgestellt werden, indem das gemessene Feld (z. B. die Schwerkraft) mit ihrem für die jeweilige Region typischen Normalfeld verglichen wird. Die Differenz wird als Anomalie bezeichnet (magnetische oder Schwereanomalie) und in Form sogenannter Isanomalen-Karten grafisch oder digital dargestellt. Aus dem örtlichen Verlauf dieser Anomalien kann dann auf die Lage und Struktur des Störkörpers geschlossen werden.
Die genaue mathematisch-physikalische Analyse des Anomalienfeldes erfolgt mit Hilfe des Störpotentials oder der potentialtheoretischen Divergenz, wofür es eine Reihe von Näherungsmethoden gibt. Denn im Allgemeinen ist weder die Ortung des Störkörpers noch die Berechnung seiner Eigenschaften eindeutig; man muss zunächst Näherungswerte annehmen und diese durch gezielte Änderungen der Modellierung schrittweise an die Messungen anpassen („Trial and error“). Meist sind auch zusätzliche Daten etwa aus der Geologie erforderlich (z. B. über Aufschlüsse, beobachtete Störungs- oder Kluftflächen, Ränder von Sedimentbecken usw.), um die Lage des gesuchten Störkörpers eingrenzen zu können.

## Andere Bedeutungen des Begriffs „Störkörper“
- in der Astronomie: ein Himmelskörper, der in der Umlaufbahn eines Planeten oder Mondes Bahnstörungen verursacht
- in der Technik Schwimm- oder Flugkörper, die in einer glatten Strömung Störungen oder Verwirbelungen erzeugen sollen (z. B. bei Tosbecken oder der Wasserwirbelbremse)
- im Militärwesen Reflexkörper, die die Radar- bzw. Flugabwehr des Gegners erschweren sollen.